# Casa Capponi della Guardia di Finanza
Casa Capponi è un palazzo di Firenze situato sul Lungarno Soderini 15, in Oltrarno. Oggi è sede del Comando Interregionale dell'Italia Centro-Settentrionale della Guardia di Finanza.

## Storia
Nella seconda metà del Ducento si trovava in questo sito un modesto laboratorio artigiano al pian terreno con abitazione soprastante. Nel corso del tempo subì vari passaggi di proprietà, con accorpamenti e sopraelevazioni, finché nel 1769 fu acquistato dal marchese Vincenzo Maria Capponi per 2.500 scudi dal proprietario precedente, Leonardo Spinelli. Nel contratto del passaggio di proprietà il luogo è descritto come "casa con rimessa, orto e i suoi annessi". Il marchese diede alla dimora l'aspetto di palazzetto, con gli interni riccamente decorati da stucchi e affreschi secondo la moda dell'epoca. Sulla facciata lungo Borgo San Frediano fece apporre uno stemma familiare sormontato dalla corona marchionale. Gli interni di rappresentanza erano decorati da mobilio di pregio, quadri di autori ed affreschi di pittori quali Tommaso Gherardini, Giuseppe del Moro e Antonio Marini.

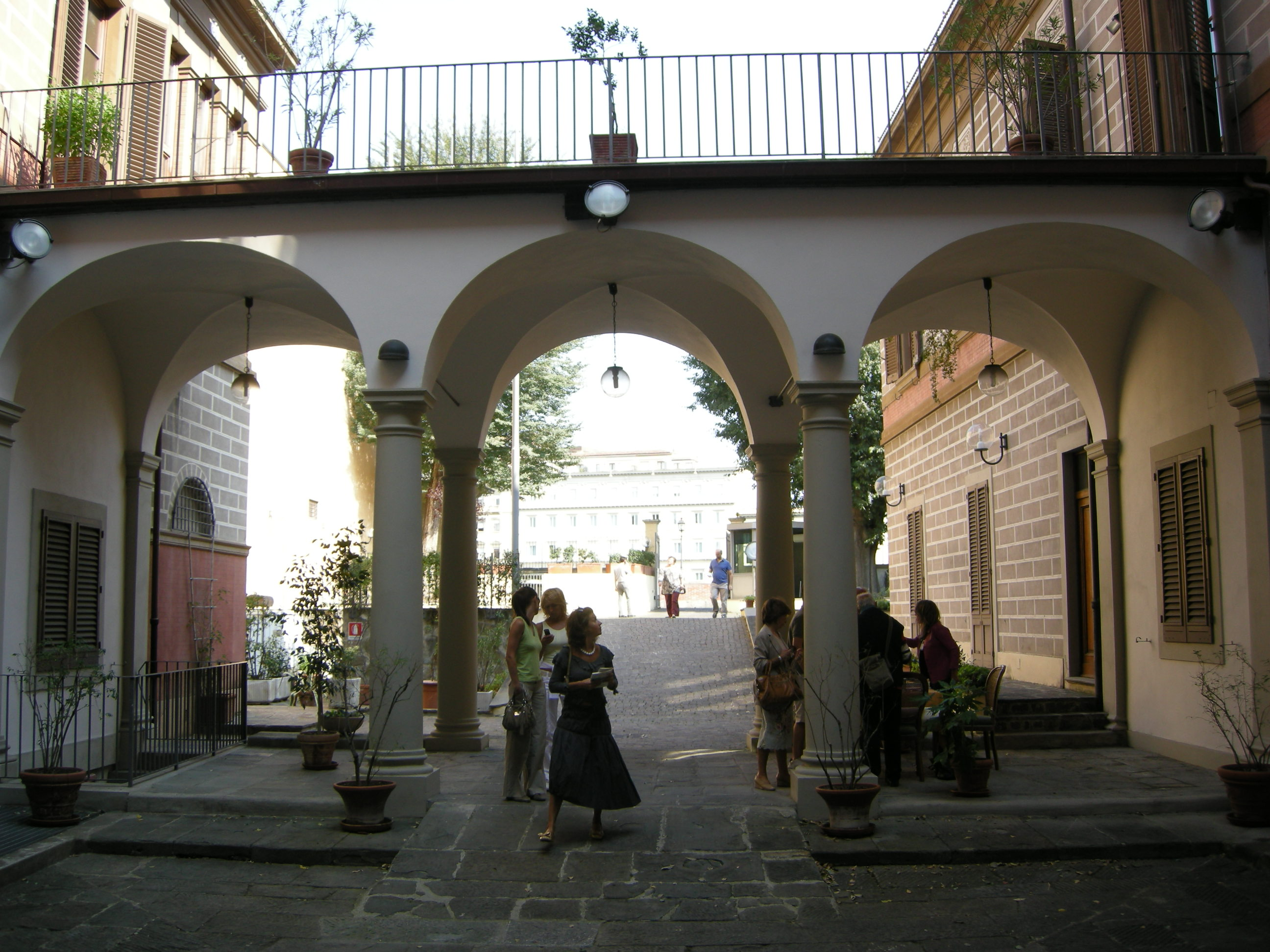
Il passaggio

Divenuta caserma nel XX secolo, l'edificio è stato sottoposto a un accurato restauro.

## Descrizione
Il prospetto principale si apre verso l'Arno con un piazzale lastricato, dove un tempo si trovava il giardino. L'edificio, coronato da merli, ha una forma a "U", con il lato aperto verso il fiume, ed ha le due ali laterali collegate da un passaggio sopraelevato che corre sopra una triplice arcata a tutto sesto, con colonne in pietra serena e capitelli tuscanici.
Le tre facciate sul cortile hanno una decorazione unica, che combina graffiti a forma di mattonatura ai primi due piani e un piano superiore in laterizio. Tra piano terra e primo piano si sviluppa una fascia di mattoni incorniciati da pietraforte, mentre tra primo e secondo corre una cornice marcapiano in pietraforte, che segue tutto il perimetro disegnando anche la base delle balaustre delle due terrazze affacciate sul fiume sui lati brevi. Nella fascia superiore si trovano incrostazioni decorative in maiolica blu e bianca, poste in corrispondenza dei riquadri a graffito che incorniciano le finestre.
Da ottobre 2021 l'edificio ospita anche un museo storico permanente della Guardia di Finanza https://www.casacapponisanfrediano.it/, sede distaccata del Museo storico del Corpo di Roma, con l'esposizione dal titolo "La Guardia di Finanza. Due secoli e mezzo di storia. L’esperienza della Real Guardia di Finanza del Granducato di Toscana".